# Ophthalmis dimidiata
Ophthalmis dimidiata är en fjärilsart som beskrevs av Jordan 1912. Ophthalmis dimidiata ingår i släktet Ophthalmis och familjen nattflyn. Inga underarter finns listade i Catalogue of Life.